# Alexander Ring
Alexander Ring (Helsinki, 9 aprile 1991) è un calciatore finlandese, centrocampista dell'HJK e della nazionale finlandese.

## Biografia
Ring non ha la cittadinanza tedesca anche se ha vissuto gran parte della sua vita in Germania. Al Maali! 3/2011, ha dichiarato: "Non ho nemmeno chiesto la cittadinanza tedesca. È evidente che rappresento la Finlandia."

## Carriera

### Club

#### Gli inizi della carriera
Si trasferisce a Bonn con la sua famiglia all'età di tre anni. Ha giocato nelle giovanili del Bayer Leverkusen prima di tornare in Finlandia con la sua famiglia nel 2008.

### HJK
Ha firmato per la squadra riserve del HJK nel 2009 dove ha giocato fino ad essere promosso in prima squadra e firmato un contratto da professionista con il club nel mese di agosto 2010. Tuttavia, Ring è stato ceduto in prestito alla ormai defunta Tampere United per il resto di quella stagione. Tornò all'HJK la stagione successiva, ed è stato promosso nella prima squadra giocando da centrocampista per HJK nei primi mesi del 2011. Il 26 settembre 2011, ha firmato un prolungamento del contratto con l'HJK, restando nella capitale finlandese fino al 2015. Nel mese di dicembre 2011, si vociferava che il club tedesco della Bundesliga il Borussia Mönchengladbach era interessato a acquistare il giovane finlandese per circa un milione di euro.

### Prestito al Mönchengladbach
Il 5 gennaio 2012 viene annunciata la firma del contratto di Ring al Borussia Mönchengladbach in prestito fino all'estate 2013, con la possibilità di acquistarlo al termine della stagione. Il 10 marzo 2012, Ring ha fatto il suo debutto in Bundesliga per Mönchengladbach contro il Friburgo e il 21 agosto Ring ha segnato il suo primo gol per Mönchengladbach in una sconfitta 1-3 in Ucraina contro la Dinamo Kiev nella gara di andata dei playoff 2012-13 di UEFA Champions League. Tuttavia, nonostante alcune partite incoraggianti per il club, Ring presto cadde in disgrazia ed nel febbraio 2013 è stato annunciato che il Borussia non vuole usare la sua opzione per acquistare il giocatore.

### Kaiserslautern
Nel giugno 2013 ha firmato un contratto con il Kaiserslautern per giocare in 2.Bundesliga.

### Nazionale
Le convincenti prove di Ring in campionato e Coppa di Lega finlandese gli valsero una convocazione per il primo raduno del nuovo allenatore Mixu Paatelainen della nazionale maggiore nel maggio 2011. Ha fatto il suo esordio in nazionale il 7 giugno 2011 nella sconfitta 5-0 contro la Svezia. L'11 ottobre 2011, la stella finlandese Roman Erëmenko descrive Ring come un futuro giocatore chiave nella squadra nazionale di calcio Finlandia, dicendo: "Sapevo che Alex veniva a giocare nella squadra nazionale, ma non avevo visto nessuna sua partita prima. Quando arrivò, era subito chiaro che lui era qui per rimanere. Tuona senza paura".

## Statistiche

### Presenze e reti nei club
Statistiche aggiornate al 20 ottobre 2024.
| Stagione                   | Squadra                    | Campionato                 | Campionato | Campionato | Coppe nazionali | Coppe nazionali | Coppe nazionali | Coppe continentali | Coppe continentali | Coppe continentali | Altre coppe | Altre coppe | Altre coppe | Totale | Totale |
| Stagione                   | Squadra                    | Comp                       | Pres       | Reti       | Comp            | Pres            | Reti            | Comp               | Pres               | Reti               | Comp        | Pres        | Reti        | Pres   | Reti   |
| -------------------------- | -------------------------- | -------------------------- | ---------- | ---------- | --------------- | --------------- | --------------- | ------------------ | ------------------ | ------------------ | ----------- | ----------- | ----------- | ------ | ------ |
| 2009                       | Klubi 04                   | Y                          | 15         | 3          |                 | -               | -               |                    | -                  | -                  |             | -           | -           | 15     | 3      |
| gen.-ago. 2010             | Klubi 04                   | Y                          | 19         | 6          |                 | -               | -               |                    | -                  | -                  |             | -           | -           | 19     | 6      |
| Totale Klubi 04            | Totale Klubi 04            | Totale Klubi 04            | 34         | 9          |                 | -               | -               |                    | -                  | -                  |             | -           | -           | 34     | 9      |
| ago.-sett. 2010            | HJK                        | V                          | 3          | 0          |                 | -               | -               | UEL+UEL            | 0+1                | 0                  |             | -           | -           | 4      | 0      |
| sett.-dic. 2010            | Tampere Utd                | V                          | 4          | 1          |                 | -               | -               |                    | -                  | -                  |             | -           | -           | 4      | 1      |
| 2011                       | HJK                        | V                          | 24         | 2          | CF+CdL          | 3+2             | 1+1             | UCL+UEL            | 4+2                | 2+0                |             | -           | -           | 35     | 6      |
| Totale HJK                 | Totale HJK                 | Totale HJK                 | 27         | 2          |                 | 5               | 2               |                    | 7                  | 2                  |             | -           | -           | 39     | 6      |
| gen.-giu. 2012             | Borussia M'gladbach        | BL                         | 8          | 0          | CG              | 0               | 0               |                    | -                  | -                  |             | -           | -           | 8      | 0      |
| 2012-2013                  | Borussia M'gladbach        | BL                         | 6          | 0          | CG              | 1               | 0               | UCL+UEL            | 2+4                | 1+0                |             | -           | -           | 13     | 1      |
| Totale Borussia M'gladbach | Totale Borussia M'gladbach | Totale Borussia M'gladbach | 14         | 0          |                 | 1               | 0               |                    | 6                  | 1                  |             | -           | -           | 21     | 1      |
| 2013-2014                  | Kaiserslautern             | 2.B                        | 21         | 0          | CG              | 3               | 0               |                    | -                  | -                  |             | -           | -           | 24     | 0      |
| 2014-2015                  | Kaiserslautern             | 2.B                        | 24         | 6          | CG              | 2               | 0               |                    | -                  | -                  |             | -           | -           | 26     | 6      |
| 2015-2016                  | Kaiserslautern             | 2.B                        | 21         | 2          | CG              | 1               | 0               |                    | -                  | -                  |             | -           | -           | 22     | 2      |
| 2016-feb. 2017             | Kaiserslautern             | 2.B                        | 10         | 0          | CG              | 1               | 0               |                    | -                  | -                  |             | -           | -           | 11     | 0      |
| Totale Kaiserslautern      | Totale Kaiserslautern      | Totale Kaiserslautern      | 76         | 8          |                 | 7               | 0               |                    | -                  | -                  |             | -           | -           | 83     | 8      |
| 2017                       | New York City              | MLS                        | 29+2       | 0          | USOC            | 1               | 0               |                    | -                  | -                  |             | -           | -           | 32     | 0      |
| 2018                       | New York City              | MLS                        | 30+3       | 2+0        | USOC            | 0               | 0               |                    | -                  | -                  |             | -           | -           | 33     | 2      |
| 2019                       | New York City              | MLS                        | 31+1       | 4+0        | USOC            | 2               | 0               |                    | -                  | -                  |             | -           | -           | 34     | 4      |
| 2020                       | New York City              | MLS                        | 20+1       | 4+0        |                 | -               | -               | CCL                | 3                  | 0                  | MiB         | 5           | 0           | 29     | 4      |
| Totale New York City       | Totale New York City       | Totale New York City       | 110+7      | 10+0       |                 | 3               | 0               |                    | 3                  | 0                  |             | 5           | 0           | 128    | 10     |
| 2021                       | Austin FC                  | MLS                        | 31         | 4          |                 | -               | -               |                    | -                  | -                  |             | -           | -           | 31     | 4      |
| 2022                       | Austin FC                  | MLS                        | 34+3       | 4+0        | USOC            | 0               | 0               |                    | -                  | -                  |             | -           | -           | 37     | 4      |
| 2023                       | Austin FC                  | MLS                        | 28         | 2          | USOC            | 2               | 0               | CCL                | 1                  | 0                  | LC          | 1           | 0           | 32     | 2      |
| 2024                       | Austin FC                  | MLS                        | 34         | 2          |                 | -               | -               |                    | -                  | -                  | LC          | 3           | 1           | 37     | 3      |
| Totale Austin FC           | Totale Austin FC           | Totale Austin FC           | 127+3      | 12         |                 | 2               | 0               |                    | 1                  | 0                  |             | 4           | 1           | 137    | 13     |
| Totale carriera            | Totale carriera            | Totale carriera            | 402        | 42         |                 | 18              | 2               |                    | 17                 | 3                  |             | 9           | 1           | 446    | 48     |

### Cronologia presenze e reti in nazionale
| Cronologia completa delle presenze e delle reti in nazionale ― Finlandia | Cronologia completa delle presenze e delle reti in nazionale ― Finlandia | Cronologia completa delle presenze e delle reti in nazionale ― Finlandia | Cronologia completa delle presenze e delle reti in nazionale ― Finlandia | Cronologia completa delle presenze e delle reti in nazionale ― Finlandia | Cronologia completa delle presenze e delle reti in nazionale ― Finlandia | Cronologia completa delle presenze e delle reti in nazionale ― Finlandia | Cronologia completa delle presenze e delle reti in nazionale ― Finlandia |
| Data                                                                     | Città                                                                    | In casa                                                                  | Risultato                                                                | Ospiti                                                                   | Competizione                                                             | Reti                                                                     | Note                                                                     |
| ------------------------------------------------------------------------ | ------------------------------------------------------------------------ | ------------------------------------------------------------------------ | ------------------------------------------------------------------------ | ------------------------------------------------------------------------ | ------------------------------------------------------------------------ | ------------------------------------------------------------------------ | ------------------------------------------------------------------------ |
| 7-6-2011                                                                 | Solna                                                                    | Svezia                                                                   | 5 – 0                                                                    | Finlandia                                                                | Qual. Euro 2012                                                          | -                                                                        | 80’                                                                      |
| 2-9-2011                                                                 | Helsinki                                                                 | Finlandia                                                                | 4 – 1                                                                    | Moldavia                                                                 | Qual. Euro 2012                                                          | -                                                                        | 72’                                                                      |
| 6-9-2011                                                                 | Helsinki                                                                 | Finlandia                                                                | 0 – 2                                                                    | Paesi Bassi                                                              | Qual. Euro 2012                                                          | -                                                                        |                                                                          |
| 7-10-2011                                                                | Helsinki                                                                 | Finlandia                                                                | 1 – 2                                                                    | Svezia                                                                   | Qual. Euro 2012                                                          | -                                                                        |                                                                          |
| 11-10-2011                                                               | Budapest                                                                 | Ungheria                                                                 | 0 – 0                                                                    | Finlandia                                                                | Qual. Euro 2012                                                          | -                                                                        |                                                                          |
| 15-11-2011                                                               | Esbjerg                                                                  | Danimarca                                                                | 2 – 1                                                                    | Finlandia                                                                | Amichevole                                                               | -                                                                        | 68’                                                                      |
| 29-2-2012                                                                | Klagenfurt                                                               | Austria                                                                  | 3 – 1                                                                    | Finlandia                                                                | Amichevole                                                               | -                                                                        | 78’                                                                      |
| 26-5-2012                                                                | Helsinki                                                                 | Finlandia                                                                | 3 – 2                                                                    | Turchia                                                                  | Amichevole                                                               | -                                                                        | 68’                                                                      |
| 1-6-2012                                                                 | Tartu                                                                    | Estonia                                                                  | 1 – 2                                                                    | Finlandia                                                                | Coppa del Baltico 2012                                                   | -                                                                        | 34’, 45+1’                                                               |
| 7-9-2012                                                                 | Helsinki                                                                 | Finlandia                                                                | 0 – 1                                                                    | Francia                                                                  | Qual. Mondiali 2014                                                      | -                                                                        |                                                                          |
| 11-9-2012                                                                | Teplice                                                                  | Rep. Ceca                                                                | 0 – 1                                                                    | Finlandia                                                                | Amichevole                                                               | -                                                                        | 90+1’                                                                    |
| 12-10-2012                                                               | Helsinki                                                                 | Finlandia                                                                | 1 – 1                                                                    | Georgia                                                                  | Qual. Mondiali 2014                                                      | -                                                                        |                                                                          |
| 14-11-2012                                                               | Nicosia                                                                  | Cipro                                                                    | 0 – 3                                                                    | Finlandia                                                                | Amichevole                                                               | -                                                                        | 78’                                                                      |
| 22-3-2013                                                                | Gijón                                                                    | Spagna                                                                   | 1 – 1                                                                    | Finlandia                                                                | Qual. Mondiali 2014                                                      | -                                                                        |                                                                          |
| 26-3-2013                                                                | Lussemburgo                                                              | Lussemburgo                                                              | 0 – 3                                                                    | Finlandia                                                                | Amichevole                                                               | 1                                                                        | 48’                                                                      |
| 7-6-2013                                                                 | Helsinki                                                                 | Finlandia                                                                | 1 – 0                                                                    | Bielorussia                                                              | Qual. Mondiali 2014                                                      | -                                                                        |                                                                          |
| 11-6-2013                                                                | Homel'                                                                   | Bielorussia                                                              | 1 – 1                                                                    | Finlandia                                                                | Qual. Mondiali 2014                                                      | -                                                                        |                                                                          |
| 14-8-2013                                                                | Turku                                                                    | Finlandia                                                                | 2 – 0                                                                    | Slovenia                                                                 | Amichevole                                                               | -                                                                        |                                                                          |
| 6-9-2013                                                                 | Helsinki                                                                 | Finlandia                                                                | 0 – 2                                                                    | Spagna                                                                   | Qual. Mondiali 2014                                                      | -                                                                        | 69’                                                                      |
| 10-9-2013                                                                | Tbilisi                                                                  | Georgia                                                                  | 0 – 1                                                                    | Finlandia                                                                | Qual. Mondiali 2014                                                      | -                                                                        | 71’                                                                      |
| 15-10-2013                                                               | Saint-Denis                                                              | Francia                                                                  | 3 – 0                                                                    | Finlandia                                                                | Qual. Mondiali 2014                                                      | -                                                                        | 73’                                                                      |
| 16-11-2013                                                               | Cardiff                                                                  | Galles                                                                   | 1 – 1                                                                    | Finlandia                                                                | Amichevole                                                               | -                                                                        |                                                                          |
| 5-3-2014                                                                 | Győr                                                                     | Ungheria                                                                 | 1 – 2                                                                    | Finlandia                                                                | Amichevole                                                               | -                                                                        | 69’                                                                      |
| 21-5-2014                                                                | Helsinki                                                                 | Finlandia                                                                | 2 – 2                                                                    | Rep. Ceca                                                                | Amichevole                                                               | -                                                                        |                                                                          |
| 29-5-2014                                                                | Ventspils                                                                | Lituania                                                                 | 1 – 0                                                                    | Finlandia                                                                | Coppa del Baltico 2014                                                   | -                                                                        | 68’                                                                      |
| 31-5-2014                                                                | Ventspils                                                                | Estonia                                                                  | 0 – 2                                                                    | Finlandia                                                                | Coppa del Baltico 2014                                                   | -                                                                        | 73’                                                                      |
| 7-9-2014                                                                 | Tórshavn                                                                 | Fær Øer                                                                  | 1 – 3                                                                    | Finlandia                                                                | Qual. Euro 2016                                                          | -                                                                        |                                                                          |
| 11-10-2014                                                               | Helsinki                                                                 | Finlandia                                                                | 1 – 1                                                                    | Grecia                                                                   | Qual. Euro 2016                                                          | -                                                                        |                                                                          |
| 14-10-2014                                                               | Helsinki                                                                 | Finlandia                                                                | 0 – 2                                                                    | Romania                                                                  | Qual. Euro 2016                                                          | -                                                                        | 52’, 56’                                                                 |
| 29-3-2015                                                                | Belfast                                                                  | Irlanda del Nord                                                         | 2 – 1                                                                    | Finlandia                                                                | Qual. Euro 2016                                                          | -                                                                        |                                                                          |
| 4-9-2015                                                                 | Il Pireo                                                                 | Grecia                                                                   | 0 – 1                                                                    | Finlandia                                                                | Qual. Euro 2016                                                          | -                                                                        |                                                                          |
| 7-9-2015                                                                 | Helsinki                                                                 | Finlandia                                                                | 1 – 0                                                                    | Fær Øer                                                                  | Qual. Euro 2016                                                          | -                                                                        |                                                                          |
| 8-10-2015                                                                | Bucarest                                                                 | Romania                                                                  | 1 – 1                                                                    | Finlandia                                                                | Qual. Euro 2016                                                          | -                                                                        |                                                                          |
| 11-10-2015                                                               | Helsinki                                                                 | Finlandia                                                                | 1 – 1                                                                    | Irlanda del Nord                                                         | Qual. Euro 2016                                                          | -                                                                        | 44’                                                                      |
| 26-3-2016                                                                | Breslavia                                                                | Polonia                                                                  | 5 – 0                                                                    | Finlandia                                                                | Amichevole                                                               | -                                                                        | 83’                                                                      |
| 1-6-2016                                                                 | Bruxelles                                                                | Belgio                                                                   | 1 – 1                                                                    | Finlandia                                                                | Amichevole                                                               | -                                                                        | 54’                                                                      |
| 6-6-2016                                                                 | Verona                                                                   | Italia                                                                   | 2 – 0                                                                    | Finlandia                                                                | Amichevole                                                               | -                                                                        | 73’                                                                      |
| 31-8-2016                                                                | Mönchengladbach                                                          | Germania                                                                 | 2 – 0                                                                    | Finlandia                                                                | Amichevole                                                               | -                                                                        |                                                                          |
| 5-9-2016                                                                 | Turku                                                                    | Finlandia                                                                | 1 – 1                                                                    | Kosovo                                                                   | Qual. Mondiali 2018                                                      | -                                                                        | 65’                                                                      |
| 6-10-2016                                                                | Reykjavík                                                                | Islanda                                                                  | 3 – 2                                                                    | Finlandia                                                                | Qual. Mondiali 2018                                                      | -                                                                        | 90+4’                                                                    |
| 9-10-2016                                                                | Tampere                                                                  | Finlandia                                                                | 0 – 1                                                                    | Croazia                                                                  | Qual. Mondiali 2018                                                      | -                                                                        | 54’ 57’                                                                  |
| 12-11-2016                                                               | Odessa                                                                   | Ucraina                                                                  | 1 – 0                                                                    | Finlandia                                                                | Qual. Mondiali 2018                                                      | -                                                                        | 46’                                                                      |
| 24-3-2017                                                                | Adalia                                                                   | Turchia                                                                  | 2 – 0                                                                    | Finlandia                                                                | Qual. Mondiali 2018                                                      | -                                                                        | 75’ 84’                                                                  |
| 2-9-2017                                                                 | Tampere                                                                  | Finlandia                                                                | 1 – 0                                                                    | Islanda                                                                  | Qual. Mondiali 2018                                                      | 1                                                                        |                                                                          |
| Totale                                                                   |                                                                          | Presenze                                                                 | 44                                                                       |                                                                          | Reti                                                                     | 2                                                                        |                                                                          |

## Palmarès

### Club
- Campionato finlandese: 2

HJK: 2010, 2011
- Coppa di Finlandia: 1

HJK: 2011